# 公哥列思八冲纳思监藏班藏卜
公哥列思八冲纳思监藏·班藏卜（藏語：ཀུན་དགའ་ལེགས་པའི་འབྱུང་གནས་རྒྱལ་མཚན，威利转写：kun dga legs pa'i 'byung gnas rgyal mtshan，1307年—1329年）即贡噶勒贝迥乃坚赞·贝桑布（班藏卜/贝桑布，藏語：དཔལ་བཟང་པོ་，威利转写：dPal bZang-po，「善的」「好的」之意，为加于祖古名字之后的尊称而非名字），藏族，藏传佛教萨迦派高僧，元朝帝师。

## 生平
他是萨斯迦款氏家族人，八思巴侄孙，达尼钦波桑波贝之子，属款氏家族拉康拉章。曾被元朝封为白兰王，尚公主。《萨迦世系史》称其二十一岁时（1328年）受元朝朝廷迎请，出任皇帝的帝师。
《元史·释老传》载：至治三年（1323年），“旺出兒监藏嗣，泰定二年（1325年）卒。公哥列思八冲纳思监藏班藏卜嗣，赐玉印，降玺书谕天下，其年卒。”有学者考证，该记载有误：因前任帝师公哥罗古罗思监藏班藏卜死于泰定四年（1327年），公哥列思巴冲纳思坚藏班藏卜继承的是公哥罗古罗思监藏班藏卜的帝师之位，而非继承旺出兒监藏的帝师之位；同时，说公哥列思八冲纳思监藏班藏卜继帝师之位当年便死去，也有误。
《元史·泰定帝纪》载，泰定四年（1327年）四月，“甲午，以西僧公哥列思巴冲纳思监藏班藏卜为帝师，赐玉印，仍诏谕天下僧。”该记载与藏文史籍的记载基本相符。可见，公哥列思巴冲纳思监藏班藏卜应是在泰定四年（1327年）左右继任帝师的。
十月九日，受泰定帝命，于大天源延圣寺作佛事。次年一月二十四日，又在皇帝住所作佛事，为皇帝祈福。三月十六日，为元文宗授无量戒。三月二十三日，受命遣僧人赴盐官州（今浙江省海宁县境）作佛事，造浮屠二百一十六座以镇海潮。天历二年（1329年）十一月三日，为新立的皇后作佛事六十日。
《元史·释老传》载“天历二年，以辇真吃剌失思嗣。 ”《元史·文宗纪》载，天历二年十二月甲申，“以西僧辇真吃剌思为帝师”。故天历二年十二月，辇真吃剌失思（仁钦扎西）继任帝师。所以公哥列思巴冲纳思监藏班藏卜的卒年当以天历二年（1329年）之说较准确。